# Леран (Атлантические Пиренеи)
Лера́н (фр. Léren) — коммуна во Франции, находится в регионе Аквитания. Департамент — Атлантические Пиренеи. Входит в состав кантона Ортез и Тер-де-Гав и дю Сель. Округ коммуны — По.
Код INSEE коммуны — 64334.

## География
Коммуна расположена приблизительно в 650 км к югу от Парижа, в 155 км южнее Бордо, в 60 км к западу от По.
На востоке коммуны протекает река Гав-д’Олорон, а на западе — река Банью.

### Климат
Климат тёплый океанический. Зима мягкая, средняя температура января — от +5°С до +13°С, температуры ниже −10 °C бывают редко. Снег выпадает около 15 дней в году с ноября по апрель. Максимальная температура летом порядка 20-30 °C, выше 35 °C бывает очень редко. Количество осадков высокое, порядка 1100 мм в год. Характерна безветренная погода, сильные ветры очень редки.

## Население
Население коммуны на 2010 год составляло 226 человек.
| 1962 | 1968 | 1975 | 1982 | 1990 | 1999 | 2010 |
| ---- | ---- | ---- | ---- | ---- | ---- | ---- |
| 216  | 210  | 203  | 192  | 182  | 193  | 226  |

## Администрация
| Период | Период | Фамилия     | Партия                    | Примечания |
| ------ | ------ | ----------- | ------------------------- | ---------- |
| 1989   | 2008   | Клодин Борд |                           |            |
| 2008   | 2020   | Жан Помье   | Союз за народное движение |            |

## Экономика
В 2010 году среди 128 человек трудоспособного возраста (15-64 лет) 96 были экономически активными, 32 — неактивными (показатель активности — 75,0 %, в 1999 году было 67,5 %). Из 96 активных жителей работали 91 человек (51 мужчина и 40 женщин), безработных было 5 (2 мужчин и 3 женщины). Среди 32 неактивных 7 человек были учениками или студентами, 18 — пенсионерами, 7 были неактивными по другим причинам.